# Broumovská vrchovina
Broumovská vrchovina je geomorfologický celek nacházející se v severovýchodních Čechách, zaujímající rozlohu 535 km². Jedná se o velmi členitou vrchovinu se střední nadmořskou výškou 527 m. Nejvyšším vrcholem na území Česka je Královecký Špičák (880,6 m), těsně následovaný Ruprechtickým Špičákem (880,2 m). Další nejvyšší a nejprominentnější hory a kopce se nacházejí v seznamu vrcholů v Broumovské vrchovině.

## Geologie
Broumovská vrchovina je součástí Vnitrosudetské pánve. Její česká část je tvořena sedimenty a vulkanity stáří svrchního karbonu a permu a dále kontinentálními uloženinami spodního triasu a mořskými uloženinami svrchní křídy.

## Členění
Horopisně je rozčleněna na několik menších celků:
- Meziměstská vrchovina – severovýchodní část Broumovské vrchoviny. Její nejvyšší partie se jmenují Javoří hory (polsky Góry Kamienne nebo též Góry Suche). Nejvyšším vrcholem na české straně je Ruprechtický Špičák (880 m), na polské Waligóra (934 m). Jižně od Javořích hor leží Broumovská kotlina s řekou Stěnavou (Ścinawka). Její hladina u státní hranice je s nadmořskou výškou 350 m nejnižším bodem české části kotliny. Na polské straně se pak po pravém břehu řeky zvedají Wzgórza Ścinawskie.
- Polická vrchovina – střední a jihovýchodní část Broumovské vrchoviny. Dělí se dále na Polickou stupňovinu s její nejvýznamnější částí Broumovskými stěnami a Polickou pánev vyplněnou tabulovými plošinami se známými skalními městy Ostaš a Hvězdy. Polická pánev je též významnou zásobárnou pitné vody akumulované v druhohorních pískovcích. Na Polickou stupňovinu navazují Stolové hory (Góry Stołowe), jejichž převážná část se nachází v Polsku a lze je považovat za samostatný geomorfologický celek.
- Žacléřská vrchovina – nejzápadnější část Broumovské vrchoviny. Je tvořena převážně prvohorními sedimenty. Patří k ní Brama Lubawska (Lubawská brána), kotlina, která odděluje Broumovskou vrchovinu od Krkonoš. Táhne se Polskem k jihozápadu, na české straně končí Královeckým průsmykem u Žacléře a přechází v Bernartickou vrchovinu. Východně od Bramy Lubawskiej a paralelně s ní leží Vraní hory, které se v Polsku jmenují Góry Krucze. Na ně potom na jihozápadě navazují Jestřebí hory, na jihovýchodě Radvanická vrchovina.

### Geomorfologické členění Broumovské vrchoviny
Meziměstská vrchovina
Javoří hory (Góry Suche)
Broumovská kotlina
Polická vrchovina
Polická stupňovina
Adršpašsko-teplické skály
Mirošovské stěny (Mieroszowskie Ściany)
Broumovské stěny
Polická pánev
Žacléřská vrchovina
Vraní hory (Góry Krucze)
Bernartická vrchovina a Brama Lubawska
Radvanická vrchovina
Jestřebí hory

## Příroda
K nejznámějším přírodním krásám Broumovské vrchoviny patří známá pískovcová skalní města tvořená kvádrovými pískovci středního a svrchního turonu a coniaku s velmi členitým povrchem. Nejznámější skalní města se nacházejí v NPR Adršpašskoteplické skály a NPR Broumovské stěny. Lesy pokrývají asi 35 % území, ve svých horních částech jsou postiženy imisemi z elektráren. Téměř celá Broumovská vrchovina s výjimkou větší části Radvanické vrchoviny je součástí CHKO Broumovsko.